# Mount Blackburn
Mount Blackburn är det högsta berget i Wrangell Mountains i Alaska, USA. Det är det femte högsta i USA och det tolfte i Nordamerika. Mount Blackburn är en gammal sköldvulkan och är den näst högsta efter Mount Bona och femte i Nordamerika. Berget namngavs 1885 av Lt. Henry T. Allen i den amerikanska armén efter Joseph Clay Stiles Blackburn, en amerikansk senator från Kentucky. 
Bergsområdet runt berget är nästan helt täckt av isfält och glaciärer och är den huvudsakliga källan till Kennicott Glacier, vilken flyter åt sydost i 32 km vilket är strax över staden McCarthy. Berget bidrar också med en stor volym av is till de glaciärer som flyter åt norr (Nabesna Glacier och Kuskulana Glacier).
Mount Blackburn är ett stort och dramatiskt berg som inte har några andra högre berg i sin närhet. Från dess västra sida är det en höjdskillnad på 3350 meter ned till Kuskulana Glacier, på mindre än 6 horisontella km. På bergets andra sidor är det mellan 2 440 och 3 050 meter, alla mindre än 12 km. Mount Blackburn har en så hög primärfaktor att det ligger på plats nummer 50 i hela världen.